# هرمیت ۲۴۹۹۸
سیارک ۲۴۹۹۸ (به انگلیسی: 24998 Hermite، نامگذاری:1998OQ4) بیست و چهار هزار و نهصد و نود و هشتمین سیارک کشف شده‌است که در ۲۸ ژوئیه ۱۹۹۸ کشف شد.
قدر مطلق سیارک برابر ۱۰.۷ است.